# Horodysko
Horodysko – wieś w Polsce położona w województwie lubelskim, w powiecie chełmskim, w gminie Leśniowice.
W latach 1954–1959 wieś należała i była siedzibą władz gromady Horodysko, po jej zniesieniu w gromadzie Leśniowice. 
W latach 1975–1998 miejscowość administracyjnie należała do województwa chełmskiego.
Wieś jest sołectwem w gminie Leśniowice. Według Narodowego Spisu Powszechnego z roku 2011 wieś liczyła 223 mieszkańców i była szóstą co do liczby ludności miejscowością gminy.
W 2005 roku po zachodniej stronie wsi oddano do użytku zbiornik małej retencji „Zalew Maczuły” o powierzchni 26,6 ha.
Wierni Kościoła rzymskokatolickiego należą do parafii św. Jana Chrzciciela w Rakołupach.

## Historia
Według Słownika geograficznego Królestwa Polskiego z roku 1882, Horodysko było wsią w powiecie chełmskim, gminie Rakołupy, parafii Wojsławice. Był tu folusz sukienny.

## Zabytki
- Grodzisko z XI-XIII wieku[11]